# Liste der Weihbischöfe in Łomża
Die folgenden Personen sind/waren Weihbischöfe im Bistum Łomża:
| Nr. | Bischof                      | von  | bis  | Beschreibung | Darstellung | Wappen |
| --- | ---------------------------- | ---- | ---- | --- | ----------- | ------ |
| 01  | Stanisław Kostka Choromański | 1928 | 1936 | * 20. Oktober 1769, 1792 zum Priester geweiht, am 15. Dezember 1828 zum Weihbischof in Sejny und Titularbischof von Adrasus ernannt, konsekriert am 9. Februar 1829, ab 28. Oktober 1925 Weihbischof in Łomża, am 21. November 1836 Erzbischof von Warschau, installiert am 15. Januar 1837, † 21. Februar 1838 |             |        |
| 02  | Bernard Dembek               | 1930 | 1937 | * 11. April 1878 in Bartodziege, am 23. März 1903 zum Priester geweiht, am 25. Juli 1930 zum Weihbischof in Łomża und Titularbischof von Troas ernannt, konsekriert am 12. Oktober 1930 durch den Bischof von Łomża, Stanislaw Kostka Lukomski, † 27. Juni 1937 |             |        |
| 03  | Tadeusz Paweł Zakrzewski     | 1938 | 1946 | * 11. August 1883 in Skoki, am 11. Februar 1906 zum Priester geweiht, am 8. August 1938 zum Weihbischof in Łomża und Titularbischof von Cariana ernannt, konsekr. am 22. September 1938 durch Kardinal August Hlond, Erzbischof von Gnesen, am 12. April 1946 Bischof von Plock, † 26. November 1961 |             |        |
| 04  | Paweł Cesław Rydzewski       | 1946 | 1951 | * 25. Januar 1893 in Rajgród, am 10. Juni 1917 zum Priester geweiht, am 6. Dezember 1946 zum Weihbischof in Łomża und Titularbischof von Chusira ernannt, konsekr. am 13. April 1947, † 22. August 1951 |             |        |
| 05  | Aleksander Mościcki          | 1952 | 1980 | * 10. Juni 1898 in Tworkowice, am 6. Juni 1925 zum Priester geweiht, am 6. Februar 1952 zum Weihbischof in Łomża und Titularbischof von Doara ernannt, konsekr. am 25. Februar 1952 durch den Bischof von Łomża Mikołaj Sasinowski, † 25. November 1980 |             |        |
| 06  | Tadeusz Józef Zawistowski    | 1973 | 2006 | * 16. Januar 1930 in Sztabin, am 3. Juli 1973 zum Priester geweiht, am 12. Mai 1973 zum Weihbischof in Łomża und Titularbischof von Hospita ernannt, Bischofsweihe am 29. Juni 1973 durch Papst Paul VI., Mitkonsekratoren waren die Kurienkardinäle Agostino Casaroli und Bernardin Gantin, emeritiert am 11. Februar 2006, † 1. Juni 2015 |             |        |
| 07  | Edward Samsel                | 1982 | 1992 | * 2. Januar 1940 in Myszyniec, am 23. Mai 1964 zum Priester geweiht, am 17. Mai 1982 zum Weihbischof in Łomża und Titularbischof von Montecorvino ernannt, Bischofsweihe am 30. Mai 1982 durch den Bischof von Łomża, Mikołaj Sasinowski, Mitkonsekratoren waren Weihbischof Tadeusz Józef Zawistowski und der Weihbischof von Vilnius, (Litauen), Edward Ozorowski, am 25. März 1992 Weihbischof in Elk, am 16. November 2000 Bischof von Elk, † 17. Januar 2003 |             |        |
| 08  | Tadeusz Bronakowski          | 2006 |      | * 3. November 1959 in Augustów, am 26. Mai 1984 zum Priester geweiht, am 11. Februar 2006 zum Weihbischof in Łomża und Titularbischof von Tigisi in Mauretania ernannt, Bischofsweihe am 4. März 2006 durch Bischof Stanislaw Stefanek von Łomża, Mitkonsekratoren waren Erzbischof Wojciech Ziemba von Warmia und Weihbischof Tadeusz Józef Zawistowski |             |        |